# Monica Lind
Monica Roselle Jöback, känd under flicknamnet Monica Lind, född 17 april 1941 i Arvika, död 6 juni 2012 i Djurhamn,
var en svensk skådespelare och sångare. Monica Lind finns representerad i Stora schlagerboken. 
Lind upptäcktes vid en amatörtävling i Hallsberg och hade en kort skivkarriär som barstjärna i mitten av 1950-talet och spelade då in två skivor.
Senare började hon spela revy i Stockholm och medverkade bland annat i Casinorevyn.
Under ett halvår 1962 uppträdde hon i Finland med kupletter och visor.
År 1963 släppte hon en EP-skiva på skivmärket Polydor med bl.a. "Vilken slyngel" - en svensk version av the Crystals' hit He's a rebel.
Hon var från 1966 gift med Arne Jöback (1927–1993) och var mor till musikern Mikael Jöback och sångaren Peter Jöback. Monica Lind är gravsatt på Värmdö kyrkogård.

## Filmografi
- 1960 – Torget
- 1960 – Spökhotellet
- 1963 – Tre dar i buren
- 1968 – Báñame mi amor

## Teater

### Roller
| År   | Roll        | Produktion                                                    | Regi                | Teater        |
| ---- | ----------- | ------------------------------------------------------------- | ------------------- | ------------- |
| 1958 | Medverkande | Revy-Tut Evert Lindberg, Rune Ek, Stig Grybe och Bengt Janzon | Stig-Ossian Ericson | Casinoteatern |